# Ithome
Pour la montagne grecque, voir Ithômé.
Genre
Ithome est un genre de lépidoptères (papillons) de la famille des Cosmopterigidae.

## Liste des espèces
- Ithome concolorella (Chambers, 1875)

## Publication originale
V.T. Chambers, Tineina from Texas, The Canadian Entomologist, 1875, 7:(5) 92-95, DOI 10.4039/Ent792-5.